# Cantone di Sarre-Union
Il Cantone di Sarre-Union era una divisione amministrativa dell'arrondissement di Saverne.
A seguito della riforma approvata con decreto del 18 febbraio 2014, che ha avuto attuazione dopo le elezioni dipartimentali del 2015, è stato soppresso.

## Composizione
Comprendeva i comuni di
- Altwiller
- Bissert
- Butten
- Dehlingen
- Diedendorf
- Domfessel
- Harskirchen
- Herbitzheim
- Hinsingen
- Keskastel
- Lorentzen
- Oermingen
- Ratzwiller
- Rimsdorf
- Sarre-Union
- Sarrewerden
- Schopperten
- Siltzheim
- Vœllerdingen
- Wolfskirchen